# Западна сива катерица
Западната сива катерица (Sciurus griseus) е вид гризач от семейство Катерицови (Sciuridae). Видът не е застрашен от изчезване.

## Разпространение и местообитание
Разпространен е в Мексико (Долна Калифорния) и САЩ (Вашингтон, Калифорния, Невада и Орегон).
Обитава гористи местности, крайбрежия и плажове.

## Описание
На дължина достигат до 29,3 cm, а теглото им е около 703,9 g.
Достигат полова зрялост на 11 месеца.